# مگس‌گیر بهشتی ماسکارین
مگس‌گیر بهشتی ماسکارین (نام علمی: Terpsiphone bourbonnensis) نام یک گونه از سرده مگس‌گیر بهشتی است.